# جان بيار كامو
جان بيار كامو (بالفرنسية: Jean-Pierre Camus )‏ (3 نوفمبر 1584، باريس في فرنسا - 25 أبريل 1652، باريس في فرنسا)؛ كاتب وروائي فرنسي.